# Contea di Butera
La Contea di Butera fu un antico feudo esistito in Sicilia tra la fine dell'XI secolo e la fine del XIV secolo.

## Territorio
Il territorio della contea di Butera, fu un vasto feudo della Sicilia istituito dai normanni. Esso infatti comprendeva oltre alla stessa Butera, anche gli attuali comuni di Aidone e Piazza Armerina, assieme ad altri possedimenti.

## Storia
Nell'aprile del 1089 le truppe normanne guidate dal Granconte Ruggero espugnarono la città di Butera, una delle ultime roccaforti dei Saraceni nell'isola.
La terra fu subito elevata a contea da parte del conte normanno, il quale la assegnò in dote al cognato-genero Enrico del Vasto, che in quello stesso anno contrasse matrimonio con Flandina d'Altavilla, figlia di Ruggero.
La contea di Butera fu uno dei maggiori feudi comitali normanni in Sicilia. Passata quindi agli Aleramici — che la mantennero fino al XII secolo — nel territorio vi migrarono consistenti unità di coloni provenienti dall'Italia settentrionale, che fecero del territorio una delle maggiori terre lombarde di Sicilia.
In epoca sveva, precisamente nel 1219 la contea fu acquisita da Bernardo d'Ocrea. Nel 1252 passò al figlio Gualtieri, ma poco tempo dopo, Galvano Lancia si impossessò del feudo. Alla morte di quest'ultimo avvenuta nel 1268, il territorio buterese passò al Regio Demanio.
Nel 1320 il re Federico II la vendette per 100 onze a un militare del regno. Successivamente fu elevata nuovamente a contea sotto gli Alagona.
Gli Alagona ebbero il possesso della contea fino al 1392. Ostili al re Martino e sconfitti da quest'ultimo, la terra venne confiscata e ceduta, unitamente alla torre Falconara, al principe catalano Ugo di Santapau con diploma concessogli il 18 ottobre a Castrogiovanni, per i suoi servizi resi al re aragonese nella guerra contro i ribelli.
Il Santapau trasformò la contea in terra baronale.

## Cronotassi dei Conti di Butera dal 1089 al 1392
- Enrico del Vasto (1089-1137)
- Simone del Vasto (1137-1143)
- Manfredo del Vasto (1143-1193)
- Bartolomeo de Luci (1193-1199)
- Guglielmo Malconvenant (1199-1219)
- Bernardo d'Ocrea (1219-1252)
- Gualtieri d'Ocrea (1252)
- Galvano Lancia (1252-1268)
- Blasco II Alagona (1320-1355)
- Artale I Alagona (1355-1389)
- Manfredi Alagona (1389-1392)